# Ariha (Syrien)
Ariha (arabisch أريحا, DMG Arīḥā) ist eine Stadt im Gouvernement Idlib im Nordwesten von Syrien. Die Stadt hatte nach einer Schätzung 2013 etwa 58.380 Einwohner.

## Geschichte
Während des Bürgerkriegs in Syrien war die Stadt über viele Monate Schauplatz von Gefechten zwischen der Syrischen Armee und der Freien Syrischen Armee. In den Gefechten starben bis März 2013 mehr als 400 Einwohner der Stadt. Im August 2012 gelang es den Aufständischen, etwa 80 % der Stadt zu erobern. Die Stadt wurde Ende 2013 wieder von Regierungstruppen eingenommen.
Am 28. Mai 2015 wurde die Stadt und die in sich in der Umgebung befindlichen Dörfer, laut der Syrischen Beobachterstelle für Menschenrechte von der Rebellen-Allianz Dschaisch al-Fatah innerhalb von 3 Stunden komplett erobert.